# Menella heterospiculata
Menella heterospiculata är en korallart som först beskrevs av Hjalmar Broch 1916.  Menella heterospiculata ingår i släktet Menella och familjen Plexauridae. Inga underarter finns listade i Catalogue of Life.